# رس ۸۴۵۲
سیارک ۸۴۵۲ (به انگلیسی: 8452 Clay، نامگذاری:1978WB) هشت هزار و چهارصد و پنجاه و دومین سیارک کشف شده‌است که در ۲۷ نوامبر ۱۹۷۸ کشف شد.
قدر مطلق سیارک برابر ۱۴٫۷۰ است.